# Ivan Nikolaevich Zubachyov
Ivan Nikolaevich Zubachyov (tiếng Nga: Иван Николаевич Зубачёв; 1898–1944) là một sĩ quan Liên Xô tham gia trong trận phòng thủ Pháo đài Brest.

## Tiểu sử
Ông sinh ngày 28 tháng 2 năm 1898 tại làng Podlesnaya Sloboda, huyện Zaraysky, tỉnh Ryazan, trong một gia đình nông dân. Ông từng làm thợ rèn tại nhà máy Kolomna.
Năm 1918, ông gia nhập Đảng Cộng sản Nga (Bolshevik), và phục vụ trong Hồng quân, tham chiến trong Nội chiến Nga và Chiến tranh Ba Lan-Xô viết.
Zubachyov sau đó tiếp tục tham chiến trong Chiến tranh Mùa đông với cấp bậc đại úy và chức vụ chỉ huy tiểu đoàn thuộc trung đoàn 44. Trung đoàn của ông đóng quân tại pháo đài Brest từ tháng 5 năm 1941. Trong cuộc tấn công của quân Đức vào ngày 22 tháng 6, do sĩ quan chỉ huy trung đoàn Pyotr Mikhailovich Gavrilov bị cắt đứt với phân đội của ông trong pháo đài Kobryn, Zubachyov đã cầm quyền chỉ huy lực lượng phòng thủ tại địa điểm đóng quân của trung đoàn.
Ông bị bắt làm tù binh cùng với những người sống sót còn lại sau khi tòa thành thất thủ vào ngày 26 tháng 6 và dành phần đời còn lại của mình trong trại giam của quân Đức. Ông qua đời trong trại tù Nürnberg-Langwasser (Stalag XIII D) vào ngày 21 tháng 7 năm 1944.